# Cerro Guaiquinima
Le cerro Guaiquinima est une montagne qui culmine à 2 103 mètres d'altitude. Il est situé dans l'État de Bolívar au Venezuela.